# ماريا فرناندا غارسيا
ماريا فرناندا غارسيا (بالإسبانية: María Fernanda García)‏ هي ممثلة مكسيكية، ولدت في 17 سبتمبر 1969 في مدينة مكسيكو في المكسيك.

## وصلات خارجية
- ماريا فرناندا غارسيا على موقع IMDb (الإنجليزية)
- ماريا فرناندا غارسيا على موقع قاعدة بيانات الفيلم (الإنجليزية)